# Leura
Leura (4 385 habitants) est un village australien faisant partie de la zone d'administration locale de Blue Mountains. Il est situé dans les Montagnes bleues, à côté de Katoomba et à 105 km à l'ouest de Sydney.